# Vespa basalis
Vespa basalis är en getingart som beskrevs av Smith 1852. Vespa basalis ingår i släktet bålgetingar, och familjen getingar. Inga underarter finns listade i Catalogue of Life.